# إيرني بارنز
كان إرنست يوجين بارنز جونيور (15 يوليو من عام 1938- 27 أبريل من عام 2009) فنانًا أمريكيًا معروفًا بأسلوبه الفريد الذي تميز بزيادة طول البشر في اللوحات بالإضافة إلى تصويره لحركتهم. كان أيضًا لاعب كرة قدم أمريكية محترف، بالإضافة لكونه ممثلًا ومؤلفًا أيضًا.

## الأعمال الفنية
يعزو بارنز الفضل في إرساء أسس تطوره كفنان إلى مدرس الفنون الذي التقاه في الكلية إد ويلسون. كان ويلسون نحاتًا، وقد وجه بارنز للاستعانة بتجارب حياته الخاصة لرسم لوحاته. «لقد دفعني لإدراك حقيقة أن الفنان المفيد لأمريكا هو من يدرس حياته الخاصة ويصيغها مستخدمًا الوسيلة الفنية المستنبطة من تجاربه الخاصة وسلوكياته وطريقة تعامله معها».
كان بارنز مترددًا طوال حياته فيما يتعلق بتجربته الكروية. قال بارنز في المقابلات والمشاركات الشخصية إنه يكره العنف في هذه الرياضة والأذى الجسدي الناتج عنها، ولكنه اكتسب دروسًا فريدةً ومستفيضةً خلال سنواته الرياضية على الرغم من ذلك. «أخبرني (ويلسون) أن أعير انتباهي لما يشعر به جسدي خلال الحركة. كان هناك شعور وموقف وتعبير خلال هذا التمدد. أكره أن أفكر فيما سيبدو عملي عليه لو لم ألعب كرة القدم الأمريكية».
باع بارنز أول لوحة له «سلو دانس» عندما كان في الحادية والعشرين من عمره أي في عام 1959 مقابل 90 دولارًا لسام جونز من فريق بوسطن سلتكس. فُقدت اللوحة لاحقًا في حريق في منزل جونز.
تأثر العديد من الفنانين بفن بارنز وأسلوبه الفريد، الأمر الذي أدى إلى تسوية العديد من الدعاوى القضائية المتعلقة بانتهاك حقوق التأليف والنشر، المعلقة حاليًا.

### معرض «ذا بيوتي أوف ذا غيتو»
أنشأ بارنز معرض ذا بيوتي أوف ذا غيتو استجابةً لحركة «الأسود جميل» الثقافية في ستينيات القرن العشرين وأغنية جيمس براون لعام 1968 «قلها بصوت عالٍ: أنا أسود وأنا فخور»، إذ ضم هذا المعرض 35 لوحة نُقلت بين المدن الأمريكية الكبرى بين عامي 1972 و1979 باستضافة الشخصيات المرموقة والرياضيين المحترفين والمشاهير.
قال بارنز عن هذا المعرض «إنني أقدم خلفيةً تصويرية لفهم جماليات أمريكا السوداء. إنه ليس دعوةً لاستمرار عيش الناس هناك [في الحي اليهودي]، بل هو... تحدي لمدى قدرة أولئك الذين يشعرون أنهم محاصرون على جعل الحياة جميلةً».
أكد النائب جون كونيرز على رسالة المعرض الإيجابية الهامة في سجل الكونغرس، خلال إقامة المعرض في المتحف الوطني للفن الأفريقي في واشنطن العاصمة في عام 1974.

### لوحة «ذا بينش»
دُعي بارنز لمشاهدة فريق بالتيمور كولتس في مباراة بطولة الدوري الوطني لكرة القدم ضد فريق نيويورك جاينتس في استاد ميموريال في ماريلند في 27 ديسمبر من عام 1959، وذلك بعد فترة وجيزة من تعاقد بالتيمور كولتس مع بارنز. فاز بالتيمور كولتس بنتيجة 31 إلى 16، وقد كانت مشاعر بارنز فياضة بعد مشاهدة المباراة من مقعده في فريق بالتيمور كولتس. وقع بارنز عقده الخاص بكرة القدم الأمريكية عندما كان في الحادية والعشرين من عمره والتقى بزملائه الجدد جون يونيتاس، وجيم باركر، وليني مور، وآرت دونوفان، وجينو ماركيتي، وألان أميتش، و «بيغ دادي» ليبسكومب.
توجه بارنز مباشرةً إلى لوحة قماشية فارغة للتعبير عما رآه من وجهة نظره، بعد أن عاد إلى منزله دون أي رسومات أولية. قال بارنز إنه رسم لوحة «ذا بينش» في أقل من ساعة مستخدمًا أداة مزج الألوان «والرسم بنسق سريع ومباشر على أمل تصوير المشهد... قبل أن تتبخر أفكاره».  بقيت لوحة ذا بينش بحوزة بارنز طوال حياته، حتى أنه أخذها معه إلى جميع معسكراته التدريبية لكرة القدم مخفيًا إياها تحت سريره. كانت هذه اللوحة الوحيدة من بين لوحات بارنز التي رفض بيعها على الإطلاق، على الرغم من تقديم العديد من العروض الفريدة له، بما في ذلك عرض بقيمة 25 ألف دولار عند عرضها على العامة لأول مرة في عام 1966.
قدمت بيرني زوجة بارنز لوحة ذا بينش لمجموعة قاعة مشاهير كرة القدم للمحترفين الدائمة في كانتون، أوهايو في عام 2014.

## وصلات خارجية
- إيرني بارنز على موقع IMDb (الإنجليزية)
- إيرني بارنز على موقع ميوزك برينز (الإنجليزية)
- إيرني بارنز على موقع ديسكوغز (الإنجليزية)
- إيرني بارنز على موقع قاعدة بيانات الفيلم (الإنجليزية)